# Ratpenat frugívor de cap negre
El ratpenat frugívor de cap negre (Chironax melanocephalus) és una espècie de ratpenat que es troba a Tailàndia, Malàisia, Sumatra, Java i Sulawesi.